# Lana Parrilla
Lana Maria Parrilla (n. 15 iulie 1977, New York City, New York, SUA) este o actriță americană. A fost membră obișnuită a distribuției în al cincilea sezon al serialului ABC Spin City (2000-2001) și în al patrulea sezon din 24 (2005) și a jucat în Boomtown (2002-2003), Windfall (2006), Swingtown (2008), și ca Dr. Eva Zambrano în drama medicală de scurtă durată Miami Medical (2010) și ca The Evil Queen / Regina Mills în serialul de dramă fantasy ABC Once Upon a Time (2011-2018). În 2016, Parrilla a câștigat un premiu Teen Choice pentru actrița TV Sci-Fi / Fantasy Choice.

## Tinerețe
Parrilla s-a născut în cartierul Brooklyn din New York în 1977.  Mama ei, Dolores Dee Azzara, este de origine siciliană, iar tatăl ei a fost Sam Parrilla (1943-94), un jucător de baseball născut în Puerto Rico, care a jucat profesional timp de unsprezece sezoane (1963–73), inclusiv cu Major League, Philadelphia Phillies ca un outfielder pentru un sezon (1970).  Este, de asemenea, nepoata lui Candice Azzara, actrița americană de pe Broadway și TV. 
A crescut în Boerum Hill și a absolvit liceul Fort Hamilton din Bay Ridge.
Lana a studiat actoria la Beverly Hills Playhouse din Los Angeles - California.

## Carieră

### 1999—2010

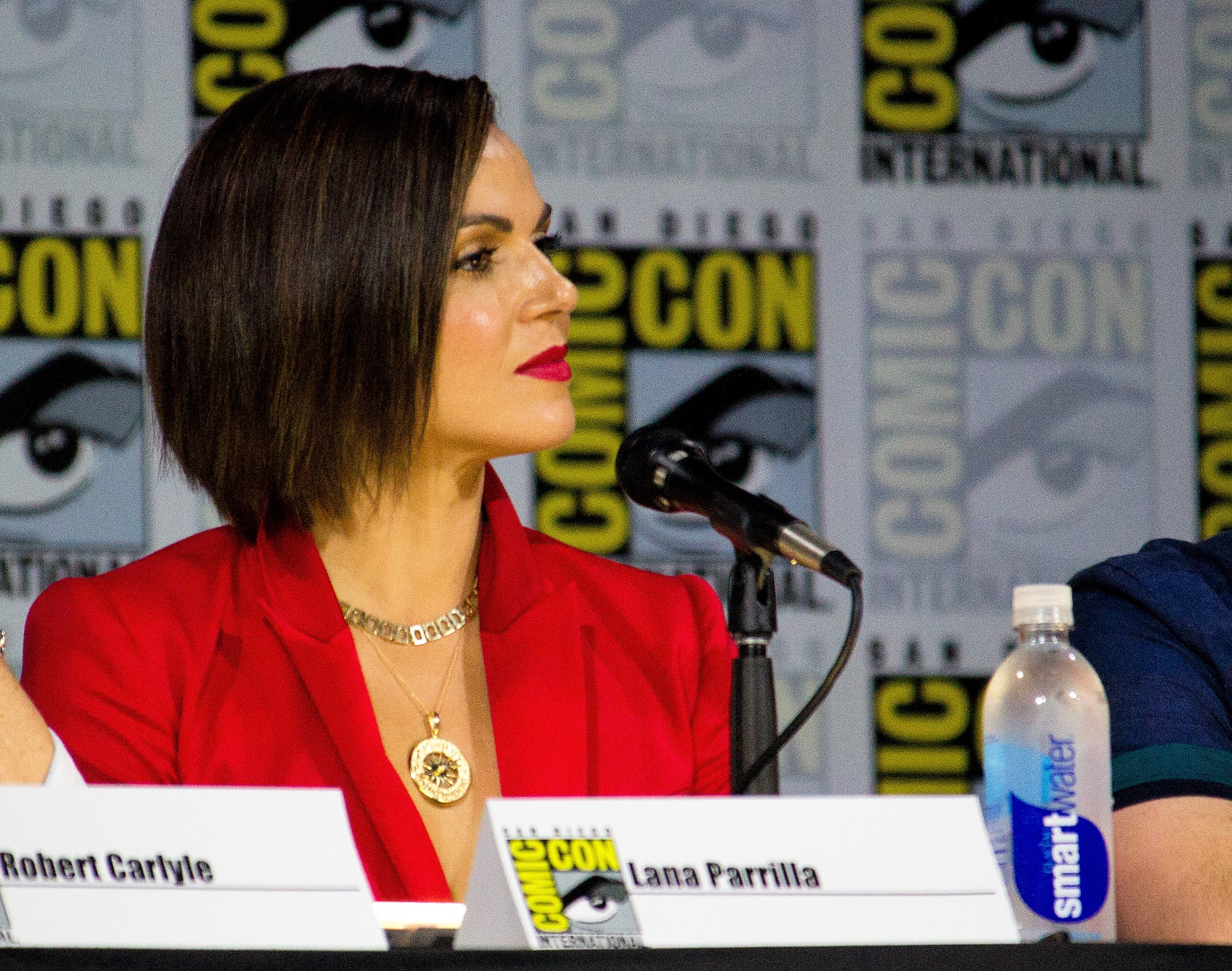
Parrilla în San Diego Comic Con 2017

La începutul carierei sale, Parrilla a apărut în mai multe filme, inclusiv Very Mean Men (2000), Spiders (2000) și Frozen Stars (2003). A debutat la televiziune în 1999, în serialul UPN Grown Ups. În 2000, s-a alăturat distribuției serialului de comedie ABC Spin City, jucând rolul lui Angie Ordonez pentru un sezon. A părăsit spectacolul în 2001. După aceea, s-a alăturat lui Donnie Wahlberg și Neal McDonough în drama criminală de scurtă durată Boomtown, pentru care a primit premiul Imagen pentru cea mai bună actriță în rol secundar,  pentru portretizarea Teresa, o paramedică. Initial un succes, Boomtown a început să se lupte, iar personajul lui Parrilla a devenit un debutant al academiei de poliție, pentru a o lega mai strâns de restul spectacolului. „Boomtown” a fost anulat la doar două episoade din al doilea sezon.

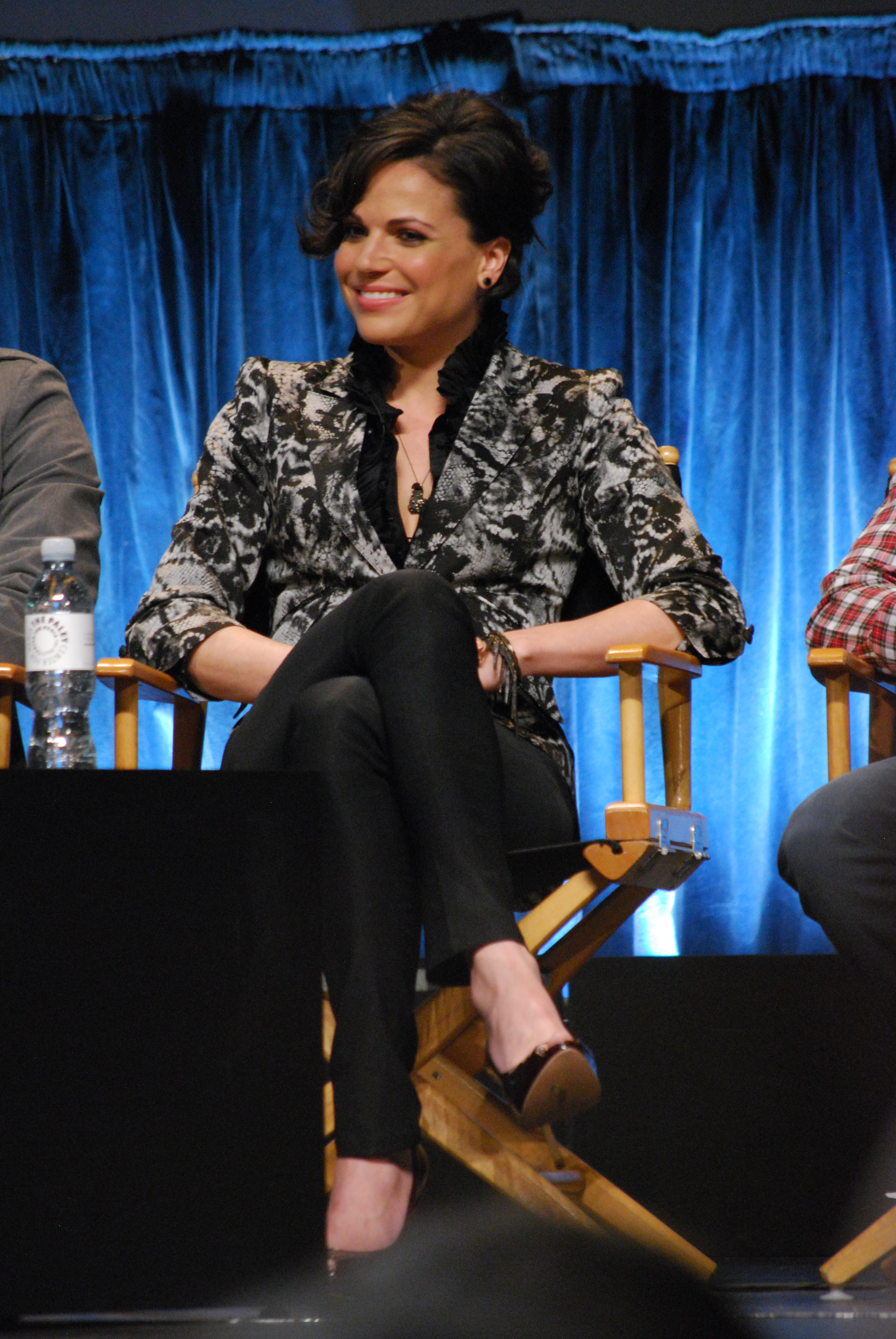
Parrilla în martie 2012

Parrilla a jucat în mai multe drame de televiziune, inclusiv JAG, Six Feet Under, Covert Affairs, Medium, The Defenders și Chase. A avut un rol recurent în 2004 ca ofițer Janet Grafton în NYPD Blue. În 2005, Parrilla a preluat un rol recurent în cel de-al patrulea sezon al seriei Fox 24, în rolul Sarah Gavin, agent al Unității Teroriste. După doar șase episoade, Lana a devenit membru al distribuției obișnuite; dar în al treisprezecelea episod, personajul ei a fost scris după ce a încercat să împiedice promovarea unui alt personaj de la șefa CTU temporară la permanentă Michelle Dessler (Reiko Aylesworth).
În 2006, Parrilla a jucat în NBC seria de vară Excepționale alături de Luke Perry, colegul și fostul membru al 24 exprimate Sarah Wynter, și fostul coleg de platou Boomtown Parilla lui Jason Gedrick. În 2007, ea a fost invitată să o joace pe Greta în al treilea sezon al ABC pierdut în episoadele „Greatest Hits” și „Prin Looking Glass”. În 2008, ea a avut un rol principal în filmul Viața dublă de Eleanor Kendall, în care ea a jucat-o pe Nellie, o divorțată a cărei identitate a fost furată.  Tot în 2008, ea a jucat în serialul de vară CBS Swingtown în rolul Trina Decker, o femeie care face parte dintr-un cuplu Swinging. În 2010, Parrilla a avut un rol principal feminin în Miami Medical, produs de Jerry Bruckheimer, la CBS, care a avut o scurtă durată spre sfârșitul sezonului de televiziune 2009-10 înainte de a fi anulat în iulie 2010.  Windfall, Swingtown și Miami Medical au fost anulate după 13 episoade.

### 2011 - prezent

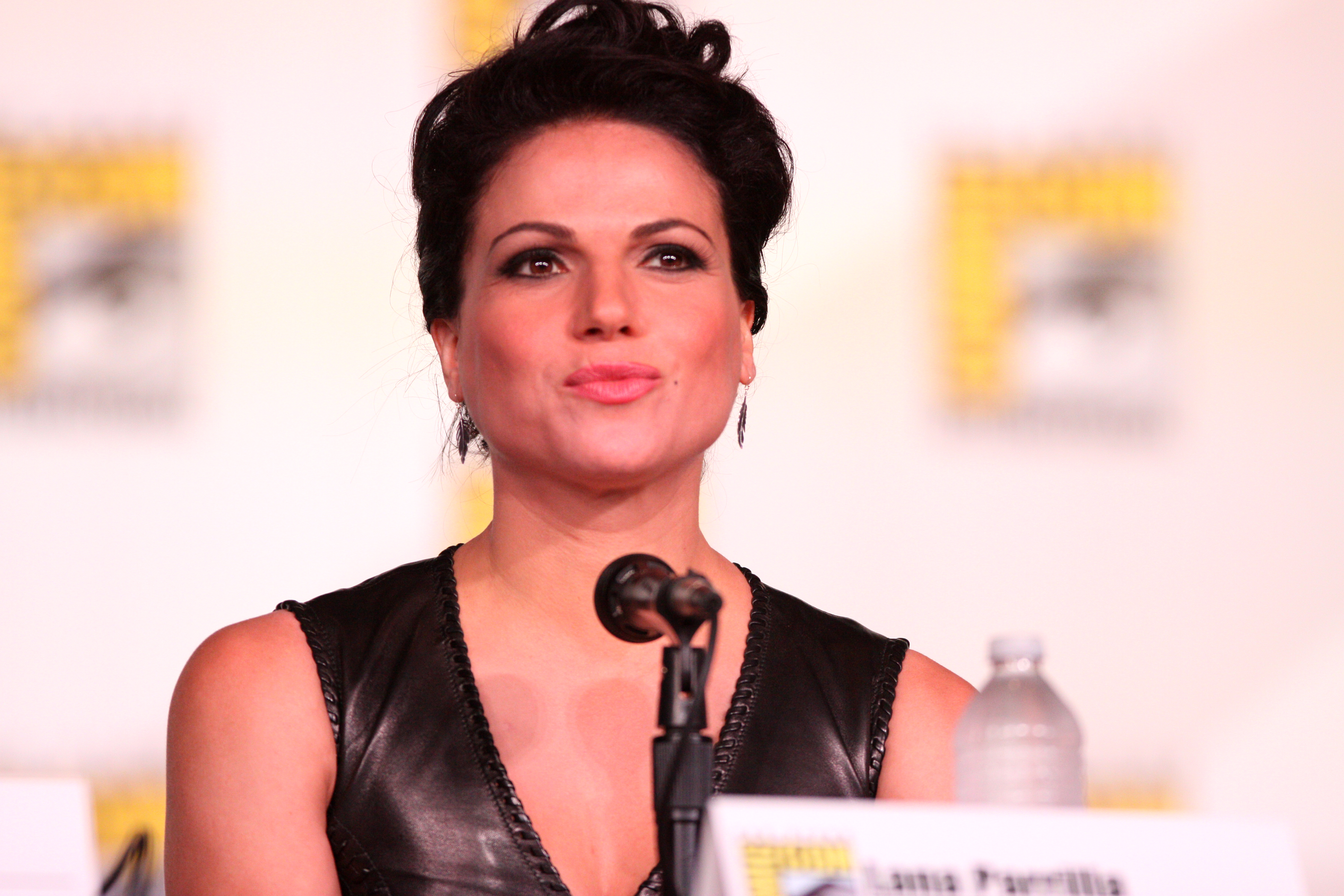
Parrilla în 2012

În februarie 2011, a fost distribuită în funcția de primar Regina Mills / The Evil Queen, în pilotul de dramă fantezică de aventură ABC, Once Upon a Time, creat de Edward Kitsis și Adam Horowitz. Seria a debutat în octombrie 2011.  Episodul pilot a fost urmărit de 12.93 milioane de telespectatori și a obținut un rating /cota de 18–49 adulți de 4,0 / 10 în primul sezon, primind recenzii în general favorabile de la critici. 
Performanța lui Parrilla a primit, de asemenea, recenzii pozitive din partea criticilor. În 2012 și 2013, a fost privită ca o concurentă promițătoare pentru un premiu Emmy în categoria actriță secundară remarcabilă într-o serie de serii dramatice,       deși nu a primit o nominalizare. A câștigat premiul TV Guide pentru ticălosul preferat și premiul ALMA pentru actriță remarcabilă într-un serial dramatic în 2012.   Parrilla a primit, de asemenea, o nominalizare pentru cea mai bună actriță în rol secundar la televiziune de la 38 de premii Saturn.

## Viața personală
Parrilla s-a logodit cu Alfredo Di Blasio, un executiv al unei firme de tehnologie,  pe 28 aprilie 2013, în timp ce călătorea în Israel.  S-au căsătorit pe 5 iulie 2014, în Columbia Britanică. Au divorțat pe 5 noiembrie 2018,  lucru dezvăluit de Parrilla într-o postare pe Instagram din 13 aprilie 2019.  În timpul unui live pe Instagram cu Sean Maguire, pe 1 noiembrie 2020, Parrilla a anunțat că se întâlnește.  Parrilla a lansat, de asemenea, o companie de îmbrăcăminte online numită Keep It Regal, fostă Keepin 'it Regal, unde vinde îmbrăcăminte inspirată din timpul ei pe Once Upon A Time. Pe 30 aprilie 2021, Parrilla a lansat cu Glovibes o melodie intitulată It's Over Now.

## Filmografie

### Filme de cinema
| An   | Titlu                                         | Rol                        | Note                                    |
| ---- | --------------------------------------------- | -------------------------- | --------------------------------------- |
| 2000 | Bărbați foarte răi                            | Teresa                     |                                         |
| 2000 | Păianjeni                                     | Marci Eyre                 |                                         |
| 2001 | Semper Fi                                     | Comandant de serie feminin |                                         |
| 2001 | Replicant                                     | Marci                      |                                         |
| 2003 | Stele înghețate                               | Lisa Vasquez               |                                         |
| 2005 | One Last Ride                                 | Antoinette                 |                                         |
| 2008 | Mistaken / The Double Life of Eleanor Kendall | Eleanor Kendall / Nellie   |                                         |
| 2020 | Colectorul de impozite                        | Favi                       |                                         |
| 2022 | Split at the Root                             |                            | film documentar; și producător executiv |
| 2022 | Scrap                                         | Stacy                      |                                         |
| 2024 | Atlas                                         | Val Shepherd               |                                         |
| TBA  | Bad Day at the Office †                       |                            | Post-producție                          |

### Filme de televiziune
| An      | Titlu                             | Rol                               | Note |
| ------- | --------------------------------- | --------------------------------- | --- |
| 1999    | Adulti                            | Chelneriță                        | Episoade: „Adevărul este spus”, „J spune” |
| 2000    | Trezire nepoliticoasă             | Asistenta Lorna                   | Episodul: "Telltale Heart pt.1" |
| 2000-01 | Spin City                         | Angie Ordonez                     | Serial regulat, 21 de episoade |
| 2002    | JAG                               | Lt. Stephanie Donato              | Episodul: „Head to Toe” |
| 2002    | Scutul                            | Sedona Tellez                     | Episodul: „Cercuri” |
| 2002–03 | Boomtown                          | Teresa Ortiz                      | Premiul Imagen pentru cea mai bună actriță în rol secundar |
| 2004    | NYPD Blue                         | Ofițerul Janet Grafton            | Rol recurent, 3 episoade |
| 2004    | Six Feet Under                    | Maile                             | Episoade: „Teroarea începe acasă”, „Îndrăznește” |
| 2005    | 24                                | Sarah Gavin                       | Rol recurent de invitat / serie regulată, 12 episoade |
| 2006    | Nemurit                           | Nina Schaefer                     | Serie regulată, 13 episoade |
| 2006    | Pierdut                           | Greta                             | Episoade: „ Greatest Hits ”, „ Through the Looking Glass ” |
| 2008    | Swingtown                         | Trina Decker                      | Serie regulată, 13 episoade |
| 2008    | Viața dublă a lui Eleanor Kendall | Nellie Givens                     | Film de televiziune |
| 2010    | Miami Medical                     | Dr. Eva Zambrano                  | Serie regulată, 13 episoade |
| 2010    | Afaceri sub acoperire             | Julia Suarez                      | Episodul: "South Bound Suarez" |
| 2010    | Mediu                             | Lydia Halstrom                    | Episodul: „Jocul de meci” |
| 2010    | Apărătorii                        | Betty Johnson                     | Episodul: „Las Vegas vs. Johnson " |
| 2011    | urmarire                          | Isabella Cordova                  | Episodul: "Narco: Partea 1" |
| 2011–18 | A fost odată ca niciodată         | Regina Mills Regina malefica Roni | Rol principal; 156 de episoade Premiul Teen Choice pentru Choice Actrita TV: Sci-Fi / Fantasy Premiul ALMA pentru actriță TV remarcabilă - Dramă Premiul TV Guide pentru ticălosul preferat Nominalizat - Teen Choice Award pentru Choice TV Villain Nominalizat - Teen Choice Award pentru Choice TV Villain Nominalizat - Premiul Saturn pentru cea mai bună actriță în rol secundar la televiziune Nominalizat - Premiul Ghid TV pentru ticălosul preferat Nominalizat - Premiul Teen Choice pentru Choice Actrita TV: Sci-Fi / Fantasy </br> Nominalizat - Premiul Teen Choice pentru Choice Actrita TV: Sci-Fi / Fantasy |
| 2021    | De ce ucid femeile                | Rita Castillo                     | Rolul principal (sezonul 2) |

## Premii și nominalizări
| An   | Adjudecare                                                                      | Lucrare nominalizată | Rezultat |
| ---- | ------------------------------------------------------------------------------- | --- | -------- |
| 2003 | Premiul Imagen pentru cea mai bună actriță în rol secundar                      | style="background: #99FF99; color: black; vertical-align: middle; text-align: center; " class="yes table-yes2"\|Câștigat                             |          |
| 2008 | Premiul ALMA pentru actriță remarcabilă într-un serial de televiziune dramatică | style="background: #FDD; color: black; vertical-align: middle; text-align: center; " class="no table-no2"\|Nominalizare                              |          |
| 2012 | Premiul TV Guide pentru ticălosul preferat                                      | A fost odată ca niciodată \|style="background: #99FF99; color: black; vertical-align: middle; text-align: center; " class="yes table-yes2"\|Câștigat |          |
| 2012 | Premiul Saturn pentru cea mai bună actriță în rol secundar la televiziune       | style="background: #FDD; color: black; vertical-align: middle; text-align: center; " class="no table-no2"\|Nominalizare                              |          |
| 2012 | Teen Choice Award pentru Choice TV Villain                                      | style="background: #FDD; color: black; vertical-align: middle; text-align: center; " class="no table-no2"\|Nominalizare                              |          |
| 2012 | Premiul ALMA pentru actriță TV remarcabilă - Dramă                              | style="background: #99FF99; color: black; vertical-align: middle; text-align: center; " class="yes table-yes2"\|Câștigat                             |          |
| 2013 | Premiul NHMC Impact                                                             | style="background: #99FF99; color: black; vertical-align: middle; text-align: center; " class="yes table-yes2"\|Câștigat                             |          |
| 2013 | Teen Choice Awards pentru Choice TV Villain                                     | style="background: #FDD; color: black; vertical-align: middle; text-align: center; " class="no table-no2"\|Nominalizare                              |          |
| 2013 | Premiul Fundației Imagen pentru cea mai bună actriță / televiziune              | style="background: #FDD; color: black; vertical-align: middle; text-align: center; " class="no table-no2"\|Nominalizare                              |          |
| 2016 | Premiul Teen Choice pentru Choice Actrita TV: Sci-Fi / Fantasy                  | style="background: #99FF99; color: black; vertical-align: middle; text-align: center; " class="yes table-yes2"\|Câștigat                             |          |
| 2017 | Premiul Teen Choice pentru Choice Actrita TV: Sci-Fi / Fantasy                  | style="background: #FDD; color: black; vertical-align: middle; text-align: center; " class="no table-no2"\|Nominalizare                              |          |
| 2018 | Premiul Teen Choice pentru Choice Actrita TV: Sci-Fi / Fantasy                  | style="background: #FDD; color: black; vertical-align: middle; text-align: center; " class="no table-no2"\|Nominalizare                              |          |

## linkuri externe
- Lana Parrilla pe Twitter
- Lana Parrilla at IMDb
- Lana Parrilla la TV Guide

1. ↑  „Lana Parrilla”, Internet Movie Database, accesat în 14 octombrie 2015
2. 1 2  „Lana Parrilla Biography”. TVGuide.com. Arhivat din original la 7 septembrie 2015.
3. ↑  „Sam Parrilla Statistics and History - Baseball-Reference.com”. Baseball-Reference.com. Sports Reference.
4. ↑  She's Got Performance In Her Genes
5. ↑  Ramos, Anna Ruth (12 martie 2016). „Making magic: The evil queen from Kings County”. Brooklyn Paper. Accesat în 21 februarie 2019.
6. ↑  Fast Facts - Tv Guide
7. 1 2  BIO:Evil Queen Played by Lana Parrilla Arhivat în 26 octombrie 2011, la Wayback Machine.
8. ↑  MOVIES The Double Life of Eleanor Kendall Arhivat în 30 ianuarie 2012, la Wayback Machine.
9. ↑  „Miami Medical canceled, no season two | canceled + renewed TV shows”. TV Series Finale. 21 mai 2010. Accesat în 3 iunie 2014.
10. ↑  Andreeva, Nellie (28 februarie 2011). „Several Actors Board Broadcast Pilots”. Deadline. Accesat în 3 iunie 2014.
11. ↑  „Once Upon a Time - Season 1 Reviews”. Metacritic. Accesat în 3 iunie 2014.
12. ↑  Hendrickson, Paula (21 iunie 2012). „Lana Parrilla in 'Once Upon a Time': Road to the Emmys 2012: The Supporting Actor & Actress”. Chicago Tribune. Accesat în 21 iunie 2020.
13. ↑  „Emmy Latino Snubs For Lana Parrilla, Jimmy Smits, and More”. HuffPost. 19 iulie 2013. Accesat în 21 iunie 2020.
14. ↑  Marc Cuenco (1 decembrie 2013). „14 Emmy-Worthy GIFs of 'Once Upon a Time' Star Lana Parilla”. Tv.aol.com. Arhivat din original la 17 februarie 2015. Accesat în 3 iunie 2014.
15. ↑  Team TVLine (6 iunie 2012). „[PHOTOS] Emmy Nominations 2012 – Awards Show's Supporting Actress in Drama Contenders”. TVLine. Accesat în 3 iunie 2014.
16. ↑  Snetiker, Marc (18 iulie 2012). „2012 Emmy Awards Nominees: Our Predictions!”. Hollywood.com. Accesat în 3 iunie 2014.
17. ↑  „Lana Parrilla, Once Upon a Time from Emmy Contenders: Supporting Actress, Drama”. E! Online UK. 2 iulie 2012. Accesat în 3 iunie 2014.
18. ↑  „TV Guide Magazine Fan Favorites Awards Winners Revealed!”. TVGuide.com. 10 aprilie 2012. Accesat în 3 iunie 2014.
19. ↑  „ALMA Awards 2012: Winners And Show Highlights (VIDEO, PHOTOS)”. HuffPost. 21 septembrie 2012. Accesat în 21 iunie 2020.
20. ↑  Goldberg, Matt (29 februarie 2012). „Saturn Award Nominations 2012 | Collider | Page 148931”. Collider. Accesat în 7 iunie 2015.
21. ↑  Overview Base Job
22. ↑  Saad, Nardine (7 mai 2013). „Once Upon a Time's Lana Parrilla engaged to Fred Di Blasio”. Los Angeles Times. Arhivat din original la 10 decembrie 2016.
23. ↑  Nudd, Tim (1 august 2014). „Once Upon a Time's Lana Parrilla Gets Married in Real-Life Fairy Tale”. People. Arhivat din original la 17 martie 2018.
24. ↑  „The Lana Parrilla”. www.facebook.com (în engleză). Accesat în 7 noiembrie 2019.
25. ↑  „Lana Parilla on Instagram - "Currently on my new life path..."”. Instagram. 13 aprilie 2019. Accesat în 14 aprilie 2019. ..The life I thought I was going to live is over. I'm no longer married. No longer a stepmother. No longer The Queen. I've started over...
26. ↑  „Lana Parrilla & Sean Maguire [instagram live]”. YouTube. Accesat în 24 februarie 2021.
27. ↑  „KEEP IT REGAL * Lana Parrilla Official Boutique”. keepitregal (în engleză). Accesat în 24 februarie 2021.
28. ↑  Nomination Teen Choice Award 2018